# Бородино (Орловская область)
Бородино — село в Дмитровском районе Орловской области. Административный центр Бородинского сельского поселения. 

## География
Расположено в 14 км к северу от Дмитровска и в 7 км от границы с Брянской областью при впадении в реку Локна ручья Осой. Высота над уровнем моря — 234 м.

## История
Упоминается с XVII века как село в составе Глодневского стана Комарицкой волости. 31 августа в Бородино отмечается престольный праздник — Фролов день.
В начале XX века часть жителей села выселилась в посёлки (Осой и другие).
В 1926 году в селе было 129 хозяйств (в т.ч. 125 крестьянского типа), проживало 672 человека (305 мужского пола и 367 женского), действовали: школа 1-й ступени, красный уголок. В то время Бородино было административным центром Бородинского сельсовета Волконской волости Дмитровского уезда.
Во время Великой Отечественной войны, с октября 1941 года по 15 августа 1943 года, находилось в зоне немецко-фашистской оккупации.

## Храм Афанасия и Кирилла Александрийских
С 1677 года (по другим сведениям, с 1711 года) упоминается существовавший здесь храм Афанасия и Кирилла Александрийских. Он был куплен в Борщевском монастыре и перевезён в Бородино на деньги крестьян. Затем в одном из деревенских колодцев был найден образ Святых мучеников Флора и Лавра. Икона святых была перенесена в храм, с тех пор он стал двухпрестольным. В XVIII—XIX веках к колодцу приходили верующие — православные христиане, где проводили церковные обряды.
В 1865 году дочери вдовы священника села Бородина Марии Звягинцевой — девице Ольге Андреевне было предоставлено дьяконское место в Покровском храме села Веребск, вместо вдового и бездетного дьякона Николая Померанцева.
С 1873 по 1906 год церковь являлась приписной к храму Рождества Пресвятой Богородицы села Лысого. В этот период своего причта и прихода в Бородине не было. Указом от 21 февраля 1906 года в селе был восстановлен самостоятельный приход с причтом из священника и псаломщика. Ежегодное жалованье священника было назначено в размере 300 рублей, псаломщика — 100 рублей. В то время в приходе храма числилось 387 душ мужского пола, церковной земли было 33 десятины, при храме имелись церковные дома для причта. 18 марта того же года должность псаломщика занял безместный священник Алексей Космодамианский. 24 марта должность священника занял диакон Иоанн Комягинский, переведённый из села Любожичи Трубчевского уезда.
Церковь и колодец были сожжены гитлеровцами в 1943 году. В настоящее время святой источник восстановлен.

## Население
| 1853 | 1866 | 1877 | 1897 | 1926 | 1979 | 2002 |
| ---- | ---- | ---- | ---- | ---- | ---- | ---- |
| 580  | ↗619 | ↗715 | ↘658 | ↗672 | ↘185 | ↗326 |
| 2010 |      |      |      |      |      |      |
| ↘280 |      |      |      |      |      |      |